# 白井武左衛門
白井 武左衛門（しらいぶざえもん、生没年不明）は、武蔵国に17世紀に居住した武士。入間郡宗岡村（現・埼玉県志木市）の農業に関する施設を整備した事績が知られる。

## 人物、来歴
旗本岡部忠直の家臣。1662年に野火止用水を通すための掛樋を新河岸川に設置。また、新河岸川と荒川による水害防止を目的とした堤防の築造も手がけた。
没後の1813年（文化10年）に村内に供養塔が建立された。供養塔は1993年に志木市の有形文化財に指定されている。